# Gennadius Bizanczy
Georguis Genadius Bizanczy (węg. Bizánczy György, pol. Grzegorz Gennadiusz Bizanczy; ukr. Георгій-Геннадій (Юрій) Бізанцій, Heorhij-Hennadij (Jurij) Bizancij; ur. 1657 w Rakowcu Wielkim, zm. 22 lipca 1733 w Csernek, k. Gârbou) – duchowny greckokatolicki, wikariusz apostolski w Mukaczewie, biskup tytularny Sebastopolis in Armenia, działacz religijny, polityczny i społeczny na Zakarpaciu.